# Бабинэ, Жак
Жак Бабинэ (фр. Jacques Babinet; 15 вантоза II (5 марта 1794), Люзиньян — 21 октября 1872, Париж) — французский физик, математик и астроном.

## Биография
Посещал Наполеоновский лицей, и с 1811 года Политехническую школу, которую оставил в 1813 году, чтобы поступить в Артиллерийское училище в Меце. Из училища выпущен артиллерийским офицером, но в 1814 году навсегда бросил военную службу и вскоре сделался профессором математики в Фонтенэ-ле-Конт, затем профессором физики в Пуатье и наконец, в Парижской коллегии св. Людовика. В 1840 году был избран в члены Академии наук; одно время занимался также в Астрономическом бюро географических долгот. 
Жак Бабинэ умер в Париже 21 октября  1872 года.
Он много сделал для усовершенствования минералогической и метеорологической науки и приобрел известность работами в области астрономии, учении о магнетизме и теории теплоты. Результаты его исследований и наблюдений рассеяны в разных повременных изданиях и научных сборниках. Большая часть его работ помещена в «Compte rendu» Акад. наук. Статьи Б., помещенные в «Revue de deux Mondes», и «Journal des Débats», были собраны в «Études et lectures sur les sciences d’observation» (8 т., Париж, 1855—68 гг.). Следует также упомянуть о его «Traité élémentaire de la géometrie descriptive» (Париж, 1851).
- Calculs pratiques appliqués aux sciences d'observation, 1857